# Alerre
Alerre település Spanyolországban, Huesca tartományban. Alerre Chimillas, Huesca, La Sotonera és Lupiñén-Ortilla községekkel határos. Lakosainak száma 225 fő (2024).

## Népesség
A település lakosságának változását az alábbi diagram mutatja:
| Lakosok száma | 210  | 227  | 228  | 228  | 222  | 213  | 205  | 199  | 208  | 225  |
|               | 2001 | 2004 | 2006 | 2009 | 2011 | 2014 | 2016 | 2019 | 2021 | 2024 |